# Katrin Hensel
Katrin Hensel (* 29. August 1962 in Neustadt an der Orla) ist eine deutsche Metallurgin und ehemalige Abgeordnete der Volkskammer der DDR.

## Leben
Hensel, Tochter eines Angestellten, besuchte die Oberschule. Sie wurde 1976 Mitglied der  Freien Deutschen Jugend (FDJ). Von 1979 bis 1981 absolvierte sie eine Lehre als Metallurgin für Walztechnik. Von 1981 bis 1983 arbeitete sie als 2. Blockwalzerin und ab 1983 als 1. Blockwalzerin der Jugendbrigade „Turtanow“ im VEB Maxhütte (Unterwellenborn). Im Jahr 1982 trat sie in die Sozialistische Einheitspartei Deutschlands (SED) ein. Ab 1983 war sie Gewerkschaftsvertrauensmann der Jugendbrigade und ab 1984 FDJ-Gruppenleiterin in ihrem Betrieb. Von 1986 bis 1990 gehörte sie als Mitglied der FDJ-Fraktion der Volkskammer an und war Mitglied des Jugendausschusses.